# Janshen-Hahnraths Group
De Janshen-Hahnraths Group is een Nederlands bedrijf dat internationaal gokautomaten ontwikkelt en distribueert. Het bedrijf exploiteert ook amusementscentra en casino's door heel Nederland, waaronder 34 Fair Play Casino's en de online variant Fair Play Online Casino. Janshen-Hahnraths Group werd opgericht in 1959.

## Geschiedenis
De Janshen-Hahnraths Group werd in 1959 opgericht door Men Janshen en Zef Hahnraths in Kerkrade, Nederland. In het begin specialiseerde het bedrijf zich in flipperkasten en jukeboxen. Een jaar later, in 1960, kondigde de gemeente Kerkrade een verbod op flipperkasten en bingospellen aan. In 1976 ontwikkelde het bedrijf samen met Barcrest Ltd de eerste eigen gokkast voor de Nederlandse markt. In 1983 begon de Janshen-Hahnraths Group met het ontwikkelen van amusementscentra met speelhallen genaamd Fair Play Centers (nu Fair Play Casino) met als eerste amusementscentrum Fair Play in Heerlen. Janshen-Hahnraths Group richtte een joint venture op met Barcrest Ltd - Barcrest Development BV, gericht op de ontwikkeling van speelautomaten in 1989.
Het bedrijf opende zijn eerste themacasino Taj Mahal in Kerkrade in 1991. In hetzelfde jaar verhuisde het bedrijf naar het huidige hoofdkantoor in Kerkrade. In 1992 werd de Fair Play beveiligingsdienst van de Janshen-Hahnraths Group opgericht. In 1996 werden Math Jaminon en Theo Wassink aangesteld als nieuwe directie van het bedrijf en in 2001 werd Jan Schiffelers aangesteld als directeur. In 2002, Fair Play Casino was opened within the Roda JC stadium located in Kerkrade. Followed by one more casino within a football stadium, in FC Groningen in 2006. In 2008 opende het bedrijf zijn Video Control Room activiteiten.
In 2013 introduceerde Fair Play Casino een nieuwe stijl met illustraties van Henk Schiffmacher, dit concept was als eerste te bewonderen in Heerlen. In 2016 kondigde het bedrijf de opening aan van een online casino op Malta met een licentie van de Maltese Gaming Authority. In 2017 opende de Janshen-Hahnraths Group zijn nieuwe casino in Rotterdam, dat later de prijs voor "Beste Casino van Nederland 2017" won. In 2019 werd Janshen-Hahnraths Group door burgemeester en wethouders van de gemeente Kerkrade onderscheiden met de Gouden Eremedaille van de Gemeente Kerkrade. Tijdens de COVID-19 pandemie daalde de omzet van het bedrijf met bijna 40% tot €53,5 miljoen. In 2021 werd Janshen-Hahnraths Group een van de tien bedrijven die een licentie kregen voor de Nederlandse online gokmarkt. In datzelfde jaar is het een samenwerking aangegaan met Finnplay Technologies om het merk Fair Play Online Casino online te brengen.

## Casino’s
Het bedrijf exploiteert Fair Play Online Casino en fysieke gokgelegenheden met speelautomaten en geautomatiseerde versies van casino-spellen.
Fair Play Casino's zijn gecertificeerd door DEKRA en hebben een eigen beveiligingsorganisatie en videobewaking, geaccrediteerd door het Ministerie van Justitie.

### Locaties
Locaties voor de Fair Play Casino’s zijn onder andere:
- Almere-Haven
- Asten
- Bergen op Zoom
- Dordrecht
- Eindhoven Kruisstraat
- Eindhoven Nieuwstraat
- Emmeloord
- Geldrop
- Geleen
- Gronsveld
- Halfweg
- Kerkrade Hoofdstraat
- Kerkrade Stadion
- Lelystad
- Maarssen
- Maastricht Stationstraat
- Rotterdam
- Rozenburg
- Schiedam
- Tegelen
- Uden Markt
- Weert

### Voormalige locaties
- Almere-Stad
- Brunssum
- Eindhoven Kerkstraat
- Groningen
- Heerlen
- Maastricht Grubbelstraat
- Meppel
- Roermond
- Roosendaal
- Sittard
- Uden Lieve Vrouwenplein
- Utrecht